# Robert Speth
Robert Speth (* 12. November 1956 in Ravensburg) ist ein deutscher Koch, der seit 1984 in der Schweiz lebt.

## Leben
Speth absolvierte ab 1971 eine Konditorlehre und dann eine Kochlehre bei Albert Bouley im Waldhorn in Ravensburg. Er kochte im Restaurant Oasis in Mandelieu-la-Napoule bei Louis Outhier (drei Michelinsterne) und im Tantris bei Heinz Winkler in München (drei Michelinsterne). Dann leitete er die Catering-Abteilung im Steigenberger Hotel Frankfurter Hof in Frankfurt.
Ab 1984 kochte er im Restaurant Chesery (deutsch Käserei) in Gstaad, seit 1989 war er selbständig, 1991 übernahm er zusätzlich in der Sommersaison das Restaurant Golfclub Gstaad-Saanenland. 1998 wurde das Restaurant Chesery mit einem Michelinstern ausgezeichnet. 
2005 wurde Speth von Gault-Millau zum Koch des Jahres gekürt. 2009 übernahm er zusätzlich das Restaurant des Gstaad Yacht Clubs.
Ende September 2019 wurde das Chesery geschlossen und das Gebäude abgerissen. Robert Speth zog das Le Grand Catering  in das Hotel Le Grand Bellevue um.
Robert Speth ist verheiratet.

## Auszeichnungen
- 1998–2019: ein Michelinstern ausgezeichnet für das Restaurant Chesery in Gstaad[5]
- 2005: Koch des Jahres von Gault-Millau

## Publikationen
- Cuisine pure. Weber Verlag 2014, ISBN 978-3-03818-018-0.